# Прохорова-Мауреллі Ксенія Олексіївна
Ксенія Олексіївна Прохорова-Мауреллі, до шлюбу Прохорова (1836, Херсон — 25 (12) березня 1902, Київ) — українська оперна (ліричне сопрано), камерна співачка і педагогиня.

## Біографія
Народилася в сім'ї віцегубернатора. Освіту здобула в Одеському інституті. З 1862 року навчалась співу в Петербурзі на вокальних курсах Генрієтти Ніссен-Саломан. У 1863—1866 роках співала на оперній сцені Петербурзького і Московського імператорських театрів (дебютувала з великим успіхом в ролі Агати в опері «Вільний стрілець»). Пізніше вдосконалювалася у вокальному мистецтві в Мілані у Ф. Ламперті і співала в різних італійських театрах. З 1862 року виступала і як камерна співачка.

## Репертуар
Основні партії в операх:
- Донна Анна («Дон Жуан»)
- Лукреція Борджіа (однойменна опера)

В камерному репертуарі — романси Ф. Шуберта, Р. Шумана, Е. Гріга.

## Викладацька діяльність
У 1873—1891 роках викладала спів в Харківському музичному училищі (запрошена І. Слатіним за порадою М. Рубінштейна), з 1891 — в Київській музично-драматичній школі С. Блуменфельда. Приділяла велику увагу сценічному вихованню. На учнівських вечорах ставилися в концертному виконанні «Орфей» К. В. Ґлюка, «Мойсей» Дж. Россіні, «Норма» В. Белліні, окремі акти «Євгенія Онєгіна», «Травіати», «Ріголетто».
Учні: Єлизавета Азерська, В. Грицай, С. Давидова, Варвара Зарудна, Катерина Коляновська-Богоріо, Віра Ейген.